# 신원 도용

신분 위장 절도(identity theft)는 다른 누군가로 가장하려고 그 사람의 주민번호, 운전면허증번호, 신용 카드번호 등 개인 핵심정보를 빼내는 범죄를 말한다. 이러한 정보는 피해자의 이름으로 신용 구매를 하거나 제품을 구매하거나 서비스를 받는데 사용될 수 있고, 범죄자가 위조 신분증명서를 만드는 데 사용되는 등 여러 범죄를 일으키는데 사용될 수 있다. 인터넷이 발달하면서 인터넷 상에서 신분 위장 절도의 발생이 매우 잦아졌다.
대표적인 신분 위장 절도의 기법으로 피싱이 있다. 2005년 900만의 미국인이 신분 위장 절도 때문에 피해를 입었고, 손실액은 566억 달러에 이른다.